# Басби (Монтана)
Басби (енгл. Busby) насељено је место без административног статуса у америчкој савезној држави Монтана.

## Демографија
По попису из 2010. године број становника је 745, што је 50 (7,2%) становника више него 2000. године.
| Група             | 2000.     | 2010.     |
| Белци             | 42 (6,0%) | 42 (5,6%) |
| Афроамериканци    | 0 (0,0%)  | 1 (0,1%)  |
| Азијати           | 0 (0,0%)  | 0 (0,0%)  |
| Хиспаноамериканци | 23 (3,3%) | 30 (4,0%) |
| Укупно            | 695       | 745       |